# (4453) Bornholm
(4453) Bornholm es un asteroide perteneciente al cinturón de asteroides, descubierto el 3 de noviembre de 1988 por Poul Jensen desde el Observatorio Brorfelde, Holbæk, Dinamarca.

## Designación y nombre
Designado provisionalmente como 1988 VC. Fue nombrado Bornholm en homenaje a la isla danesa Bornholm ubicada en el mar Báltico.

## Características orbitales
Bornholm está situado a una distancia media del Sol de 2,991 ua, pudiendo alejarse hasta 3,309 ua y acercarse hasta 2,673 ua. Su excentricidad es 0,106 y la inclinación orbital 9,353 grados. Emplea 1890 días en completar una órbita alrededor del Sol.

## Características físicas
La magnitud absoluta de Bornholm es 12,4. Tiene 11,079 km de diámetro y su albedo se estima en 0,19.